# Bistritsa (vattendrag i Bulgarien, Blagoevgrad, lat 41,53, long 23,25)
Bistritsa (bulgariska: Бистрица) är ett vattendrag i Bulgarien.   Det ligger i regionen Blagoevgrad, i den sydvästra delen av landet, 130 kilometer söder om huvudstaden Sofia.
Trakten runt Bistritsa består i huvudsak av gräsmarker. Runt Bistritsa är det ganska tätbefolkat, med 80 invånare per kvadratkilometer.